# Die Stadt ohne Juden
Die Stadt ohne Juden (La ciudad sin judíos) es una película expresionista austriaca de 1924 de Hans Karl Breslauer, basada en la novela homónima de Hugo Bettauer. El largometraje es una de las pocas películas expresionistas de Austria que se conservan. La obra se proyectó por primera vez el 25 de julio de 1924 en Viena. En su novela, publicada en 1922, Hugo Bettauer  creó una visión alegórica relativamente precisa del futuro próximo. Aunque el libro estaba destinado a entretener y ser una respuesta satírica al antisemitismo primitivo de la década de 1920, inmediatamente se convirtió en la obra más popular del autor. Fue traducida a varios idiomas y vendió más de un cuarto de millón de copias. Poco después del estreno de la película Hugo Bettauer fue asesinado por Otto Rothstock, un exmiembro del Partido Nacionalsocialista Obrero Alemán, quien fue adorado por las masas antisemitas austriacas y puesto en libertad menos de dos años después de haber sido internado en una institución psiquiátrica.

## Estructura
La película está estructurada en 6 actos que muestran: 
1. El aumento del antisemitismo impulsado por la crisis económica y los políticos pangermánicos que intentan encontrar un chivo expiatorio
2. Las discusiones que llevan a la adopción del decreto de expulsión de los judíos
3. La implementación del decreto
4. Las consecuencias negativas del mismo
5. La preparación de la derogación del decreto
6. La derogación del decreto y el retorno de los judíos[5]

## Trama
“El pueblo está furioso”, son las primeras palabras que aparecen en blanco sobre negro en la película. La moneda está devaluada. En el mercado, la gente corriente está indignada: ya ni siquiera pueden pagar las verduras, y muestran su enojo tirando tomates y huevos. Mientras tanto —cambio de escenario— los especuladores están de fiesta. La gente se está reuniendo. Hay una protesta frente al ayuntamiento. “Son los judíos quienes nos quitan el trabajo”, protesta la gente. En los bares las opiniones son muy contrarias, y a veces derivan en violencia. Pronto queda claro quién tiene la culpa de todo: la población judía de la ciudad.
En la república Utopía, donde tiene lugar la trama, el Partido Socialcristiano llega al poder y el nuevo canciller, el Dr. Schwerdtfeger,  inicialmente reservado, se sitúa en la vanguardia ideológica del movimiento contra los judíos por razones tácticas y, en sus discursos ante el parlamento, justifica la imposibilidad de convivencia con la población judía, logrando la aprobación de un decreto para su deportación. La medida es recibida con entusiasmo por la población no judía y los judíos deben abandonar el país. La vida cultural se empobrece más tarde y en los teatros sólo se representan obras de Ludwig Ganghofer y Ludwig Anzengruber. Muchos cafés están vacíos o se han convertido en cervecerías que venden salchichas. Después de una recuperación inicial, la economía decae, ya que el negocio ha disminuido considerablemente y se ha trasladado a otras ciudades, como Praga y Budapest. La inflación y el desempleo aumentan considerablemente.
Los personajes políticos del libro (aunque no de la película, para evitar dificultades con la censura) estaban delineados de tal manera que eran identificables con políticos reales de la época. El canciller Schwerdtfeger, por ejemplo, se basaba en Ignaz Seipel, y en parte también en el alcalde antisemita de Viena, Karl Lueger, aunque en la película se lo retrata como menos fanático y más moralmente desgarrado que en el libro. Entre otros, aparecen los parlamentarios antisemitas Rat Bernard (interpretado por Hans Moser) y Volbert (cuya hija está casada con un banquero judío). Además de los acontecimientos a nivel social y político, la película también destaca la relación amorosa entre Lotte (Anny Milety), una típica chica vienesa (Wiener Mädel) e hija de un miembro de la Asamblea Nacional que votó a favor de la deportación de los judíos, y el artista judío Leo Strakosch (Johannes Riemann).
Hacia el final de la película, la Asamblea Nacional decide traer de regreso a los judíos. Sin embargo, para alcanzar la mayoría necesaria de dos tercios, Lotte y Leo, que ya habían regresado ilegalmente a Austria con documentos falsificados que lo identificaban como pintor francés, deben destituir al parlamentario Bernard, lo que logran emborrachándolo. Termina internado en una institución psiquiátrica representada en un escenario expresionista, donde, en una celda claustrofóbica y pintada asimétricamente, se ve amenazado por estrellas de David. Esta secuencia implica una divergencia entre la película y el libro, ya que la acción de la película se revela como un sueño del concejal antisemita Bernard. Este giro de los acontecimientos se describió en el programa de la película original como: "En este momento de mayor angustia, el concejal Bernard se despierta de su sueño, se encuentra en la taberna a una hora muy avanzada y le dice al desconcertado Volbert: Gracias a Dios, ese estúpido sueño. Se acabó: todos somos personas y no queremos odio, queremos vida, queremos vivir juntos en paz".

## Contexto
Bettauer publicó  a partir de 1924 la revista Er und Sie. Wochenschrift für Lebenskultur und Erotik (Él y ella. Revista semanal de vida, cultura y erotismo), que luego continuó con el título Bettauers Wochenschrift. La revista provocaba regularmente escándalos por su contenido esclarecedor y a veces sensacionalista. Entre otras cosas, hizo campaña a favor de una ley moderna sobre el divorcio, el aborto y la impunidad de la homosexualidad entre los adultos. Al igual que en Estados Unidos, también aquí implementó el concepto de novela por entregas. Con el tiempo, Bettauer también ganó dinero adicional con los derechos de sus libros para versiones teatrales y cinematográficas.
No sólo fue uno de los escritores más controvertidos sino también uno de los más exitosos de su tiempo. Greta Garbo celebró su debut en la pantalla internacional con la adaptación cinematográfica Bajo la máscara del placer ( G. W. Pabst, 1925).
Debido a su periodismo de investigación y su apoyo a la educación sexual y al libertinismo, Bettauer se convirtió repetidamente en tema de debate público. Sus oponentes intentaron descalificarlo como “Asphaltliteraten”. Después de que la disputa se intensificara públicamente y la revista fuera confiscada, se entabló una demanda contra Bettauer, acompañada de amenazas públicas y llamados de asesinato. Bettauer fue sorprendentemente absuelto y la revista sucesora alcanzó la mayor circulación entre los semanarios de la época con 60.000 ejemplares.
La película se realizó en 1924, unos dos años después de la publicación de la novela de Bettauer. Se diferencia del libro en varios aspectos: por ejemplo, la ciudad de la película se llama "Utopía", en lugar de "Viena". La película también tiene un final feliz y conciliador, que no sólo es exactamente lo contrario del mensaje del libro, sino que también representa un cambio de dirección dentro de la propia película, que se revela así como el sueño de un antisemita que finalmente llega a la comprensión de que los judíos son un "mal necesario". El motivo de estas desviaciones del original fue reducir el controvertido impacto político del contenido.
La película fue el segundo papel cinematográfico de Hans Moser. La protagonista femenina fue interpretada, como solía ocurrir en las películas de Breslauer, por Anny (o Anna) Milety, con quien más tarde se casó (en 1925). Los conocidos actores judíos Gisela Werbisek (anunciada como "Werbezirk") y Armin Berg sólo actuaron en papeles menores, como Kathi la cocinera y Isidor el portero. Los fondos y la decoración expresionistas que caracterizan algunas escenas fueron obra de Julius von Borsody.
Otros miembros del reparto fueron Eugen Neufeld (canciller Dr. Schwerdtfeger), Karl Thema (Cllr. Linder), Ferdinand Mayerhofer (Cllr. Volbert), Mizzi Griebl (esposa de Volbert) y Hans Effenberger (Alois Carroni).
El director Hans Karl Breslauer fue actor al principio de su vida y más tarde guionista y director. Die Stadt ohne Juden fue su último trabajo como director. En retrospectiva, apareció principalmente como escritor y se unió al NSDAP en 1940. Después de la guerra alquiló una habitación en una posada, pero no pudo aprovechar sus antiguos éxitos y murió en la pobreza. Produjo la película con compañías cinematográficas que posteriormente no tenían personalidad jurídica y posiblemente estaban destinadas a representar a inversores privados.
Johannes Riemann, que aquí interpreta a Leo Strakosch, quien se compromete en la trama con el regreso de los judíos, más tarde se convirtió en miembro del NSDAP y actor estatal y, entre otras cosas, apareció ante los guardias en el campo de concentración de Auschwitz, mientras que los intérpretes de los más grandes antisemitas de la película, Hans Moser y Eugen Neufeld experimentaron lo contrario: Neufeld fue encarcelado temporalmente y de facto se le prohibió trabajar debido a su postura crítica contra el régimen nazi. Moser se negó a dar su consentimiento al divorcio de su esposa judía, quien en 1939 tuvo que emigrar a Hungría, donde se reunieron luego de la guerra. La hija de Moser, que ya estaba casada, emigró a Argentina. Sólo gracias a su popularidad Moser pudo seguir trabajando como actor en películas alemanas a pesar de su matrimonio. Debido a la crisis cinematográfica europea y la aparición del cine sonoro, muchos de los demás actores no pudieron permanecer en la industria cinematográfica.

### Asesinato de Bettauer y juicio
Después de una campaña mediática de una semana contra Bettauer, el técnico dental Otto Rothstock, de 21 años, le disparó el 10 de marzo de 1925 en su redacción, situada en Langen Gasse 5-7. Bettauer fue trasladado al hospital gravemente herido con cinco disparos en el pecho y los brazos. Falleció 26 de marzo a los 52 años como consecuencia del ataque."En la prensa social cristiana y en la de la esvástica [nazis], el motivo del asesinato ("indignación moral") y el asesinato ("acto de bienestar infantil práctico", "juicio popular") fueron [...] celebrados, como una merecida "ejecución" de un pornógrafo judío.
Mientras aún estaba en el hospital, estallaron violentas discusiones en el ayuntamiento de Viena. Los motivos del asesino han sido durante mucho tiempo un misterio. Afirmó que quería enviar una señal contra la supuesta inmoralidad de un autor que se había hecho famoso por sus escritos sexualmente explícitos. El hecho es que Otto Rothstock hubiera sido miembro del NSDAP antes del ataque, lo abandonó nuevamente y recibió el apoyo de abogados y amigos afiliados a los nazis después del ataque. Aunque fue absuelto del asesinato por el jurado, el tribunal dispuso que el asesino fuera ingresado en una clínica psiquiátrica, de la que salió libre después de 18 meses a finales de mayo de 1927.Se recaudó una buena cantidad de dinero del público en general para él.
En 1977, el periodista austriaco Peter Huemer localizó a Otto Rothstock en Hannover y lo entrevistó sobre el asesinato de Bettauer. En el programa Teleobjektiv de la Radiotelevisión Austriaca se jactó de la "extinción" de Bettauer.
En 2022, el historiador y académico alemán y ex empleado del Ministerio Federal de Justicia Valentin Fuchs publicó en su libro Die Hinrichtung Hugo Bettauers. Zur Aufarbeitung eines rechtsextremen politischen Attentats, el análisis de este caso de asesinato, en el que existen pruebas contundentes de un complot.

## Estreno y distribución
El estreno tuvo lugar el 25 de julio de 1924 en Viena, aunque todavía hubo problemas técnicos con la película. Bettauer y Breslauer, el director, tuvieron serias divergencias, y Bettauer luego se negó a reconocer cualquier conexión entre la película y su libro. Las copias técnicamente inferiores de la película a menudo fueron cortadas y acortadas manualmente por los propios propietarios de los cines. Sin embargo, las salas a menudo estaban llenas, no sólo en Austria sino también en Berlín (estreno en 1926) y Nueva York (estreno en 1928, donde se proyectó como The City without Jews). Estaba muy claro que el éxito de la película no fue tan grande como el del libro. A veces se producían disturbios durante las representaciones: los nacionalsocialistas lanzaban a menudo bombas fétidas en los cines. En Linz la película fue prohibida.Se instigó una campaña de difamación contra Bettauer, en parte por esta película y en parte por sus otras actividades. 
En 1933, la película se proyectó comercialmente por última vez y volvió a causar revuelo cuando se proyectó en el teatro Carré de Ámsterdam como protesta contra la Alemania de Hitler. Esta copia de la película es presumiblemente la misma que la descubierta en 1991 en el Nederlands Filmmuseum. Estaba a base de nitrato de celulosa y a punto de desintegrarse, además de estar incompleta. Por ello, el Archivo Federal de Alemania en Coblenza realizó una "copia de emergencia", que luego fue reconstruida por encargo del Filmarchiv Austria (Archivo de Cine Austriaco) por la empresa HS-ART Digital Service de Graz utilizando el software "DIAMANT" desarrollado por Joanneum Research. Luego se volvieron a colorear las partes descoloridas. En octubre de 2008, la película estuvo disponible por primera vez en un soporte portátil como parte de la serie de DVD Der österreichische Film.
En 2015, se encontró una copia de la película completa en excelentes condiciones en un mercadillo de París. La Filmoteca Austriaca organizó una campaña de financiación colectiva para salvar la película, a la que más de 700 personas contribuyeron con más de 86 000 euros. En 2017, la película fue estrenada por el Ensemble PHACE de Viena con una nueva banda sonora de Olga Neuwirth, premiada compositora austriaca y miembro de la Academia de las Artes. Esta versión completa de la película fue restaurada digitalmente y relanzada en 2018.

## Recepción
La película fue criticada casi universalmente por los críticos de la época, y las numerosas revistas que la habían publicitado ampliamente a menudo no dijeron una palabra al respecto después del estreno. En las críticas más neutrales se puede ver que el nivel técnico de la película en particular fue calificado como inadecuado. Además del primer mensaje del largometraje, auténticamente conciliador, se percibió un segundo que se vio como ofensivo. El Arbeiter-Zeitung escribió: “Esta película antisemita, dirigida contra el antisemitismo, también es miserable desde el punto de vista cinematográfico”. Otro comentario fue: "El kitsch también tiene ser hábil".
Thomas Ballhausen resaltó que "En muchos lugares la película sigue el libro original casi palabra por palabra, lo que hace que el final utópico sea aun más evidente como una expresión de apaciguamiento. Al final, el público, sorprendido, descubre que toda la acción dramática sólo tuvo lugar en un sueño y, por tanto, nunca sucedió realmente. El final feliz en pantalla, dictado por el compromiso, no sólo niega el significado del libro de Bettauer sino también el antisemitismo muy real que refleja. Más bien, documenta una realidad nada impensable ni onírica [...] Este sorprendente giro de la trama, que se desvía totalmente del original literario, que simplifica la acción como contenido de un sueño, no puede considerarse simplemente como una simple exigencia dramática, sino como un excelente ejemplo de la capacidad de represión del alma austriaca. Este ingenuo y quizás crudo experimento de 1924 puede considerarse como un precursor de lo que se practicó generalmente después de la Segunda Guerra Mundial en el país sin atributos". 

## Legado
- El juego de ideas iniciado por Bettauer sobre cómo sería Viena sin sus residentes judíos inspiró al exitoso escritor alemán Artur Landsberger a crear una adaptación tres años después con el título Berlín sin judíos.[36]
- Un día sin mexicanos, una película de 2004 sobre los efectos de la repentina desaparición de todos los inmigrantes mexicanos en la vida estadounidense.[37]